# اتاق عملیات جنوب
اتاق عملیات جنوب (به عربی: غرفة العمليات الجنوبية)، ائتلافی از گروه‌های شورشی مستقر در سوریه شامل قبایل مختلف دروزی و گروه‌های مخالف سوری در جنوب استان‌های سویدا و قنیطره است. این ائتلاف در ۶ دسامبر ۲۰۲۴ در جنوب سوریه در جریان حملات ۲۰۲۴ اپوزیسیون سوریه تأسیس شد.

## ساختار و بنیان‌گذاری
خبر تشکیلِ اتاق عملیات جنوب در ۱۶ آذر ۱۴۰۳ (۶ دسامبر ۲۰۲۴) منتشر شد و اعلام شد که این گروه متشکل از گروه‌هایی به نام‌های «تیپ ۸»، «کمیته مرکزی» و سایر تشکیلاتی است که در استان‌های سویدا و قنیطره مستقر هستند. در بیانیهٔ رسمی فرماندهی اتاق عملیات جنوب، این گروه متعهد شد ضمن کنترل مناطق جنوبی سوریه، امنیت و ثبات این مناطق را حفظ کند. همچنین از همهٔ کشورهای جهان خواسته است که از تصمیم مردم سوریه برای «دستیابی به آزادی و ساختن کشور خود» حمایت کنند.
اتاق عملیات جنوب بر هدف خود از ایجاد «سوریه یکپارچه و با عدالت» تأکید کرده است و کارزار ستیزه‌جویانه خود را مبارزه برای «آزادی و کرامت» توصیف کرده است. به منظور جلوگیری از هرج و مرج و ایجاد یک دولت باثباتِ پساجنگ، رهبران آن خواستار حفظ نهادهای دولتی شده‌اند که قبلاً توسط مخالفان کنترل می‌شد و در عین حال، با جوامع مختلف سوری همکاری می‌کنند.